# Faxi
De Faxi, of Tungufoss, is een waterval in het zuiden van IJsland. De Faxi ligt in de Tungufljót rivier, die zijn oorsprong in het Sandvatnn heeft, een meertje ten zuiden van de Langjökull gletsjer. De rivier mondt uiteindelijk in de Hvítá uit die langs Selfoss vloeit. In de Faxi ligt een zalmtrap. Hoewel deze kunstmatige voorziening het voor zalmen gemakkelijker maakt om stroomopwaarts te zwemmen, wordt er weinig gebruik van gemaakt.
De Faxi ligt ongeveer 12 kilometer ten zuiden van de Gullfoss en 8 kilometer van Skálholt. Hoewel de Faxi vlak aan de weg ligt, is hij daar niet vanaf zichtbaar. Een gravelweggetje voert erheen.
Faxi wordt ook wel Vatnsleysufoss genoemd, naar de nabijgelegen boerderij Vatnsleysa (Watertekort).